# Hylaeothemis clementia
Hylaeothemis clementia är en trollsländeart som beskrevs av Friedrich Ris 1909. Hylaeothemis clementia ingår i släktet Hylaeothemis och familjen segeltrollsländor. IUCN kategoriserar arten globalt som livskraftig. Inga underarter finns listade i Catalogue of Life.